# Brazíliai óriás madárpók
A brazíliai óriás madárpók (Lasiodora parahybana), egy viszonylag nagy méretű madárpókfélékbe tartozó Brazília északkeleti részén megtalálható faj. Jellemzően 20–23 cm-es lábfesztávval rendelkezik, de kivételes esetben a 25–28 cm-t is elérheti. A nőstény egyedek nagyobbak és tovább élnek a hímeknél. A nagyobb nőstények tömege meghaladhatja a 100 grammot is. A Theraphosa blondi (óriás tarantula), Theraphosa stirmi és a Theraphosa apophysis után a negyedik legnagyobb ma élő madárpókfaj.
Nem agresszív, vadászata alkalmával nem harapását, hanem testi erejét használja ki. Ezért még zaklatására sem harapással válaszol (elsőre), hanem támadó pozíció felvételével és testszőrének szétszórásával. Ez irritációt okoz a bőrön is, de főleg nyálkahártyán vagy a szemen. Mérge is ugyanezen okból viszonylag gyenge, csáprágói inkább fizikai sérülést okoznak.
Ideális tartási hőmérséklete 25–28 °C, a páratartalomra nem érzékeny, de a talaj egy része minden esetben legyen nedves. Talajlakó életmódot folytat.
|  |